# Home Children

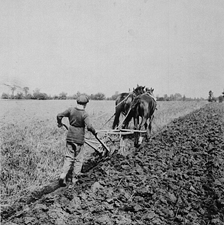
Un garçon labourant à la ferme industrielle du Dr Barnardo, Russell, Manitoba, vers 1900

Home Children (Petits immigrés anglais au Québec) était un programme gouvernemental britannique ayant pour but d'envoyer dans les pays du Commonwealth, notamment l'Australie et le Canada, des dizaines de milliers d'enfants britanniques des classes laborieuses, pauvres, orphelins, ou abandonnés.
Ces enfants déportés furent en réalité plutôt condamnés à des mauvais traitements.
Le pretexte invoqué à ce déracinement était que les enfants pauvres avaient plus de chances de vivre en bonne santé physique et morale, notamment dans les régions rurales du Canada, où une main-d'œuvre gratuite était appréciée. Entre 1869 et 1948, environ 100 000 enfants britanniques ont été envoyés au Canada pour travailler sur des fermes ou dans des maisons privées comme domestiques.
En Australie, environ  7 000 furent déplacés entre 1920 et 1967. Avec un très grand nombre d'enfants locaux, notamment aborigènes, eux aussi victimes de mauvais traitements, ils étaient plutôt appelés enfants oubliés ou Australiens oubliés.

## Liens
https://www.childmigrantstrust.com/